# 葉序

a. 互生、b. 十字対生、c. 二列対生、d. 輪生

葉序（ようじょ、英: phyllotaxis, phyllotaxy, leaf arrangement）は、茎に対する葉の配列様式である。葉序は節につく葉の枚数に基づいて、1節に1枚葉がつく互生葉序と、1節に2個以上の葉がつく輪生葉序に分けられる。輪生葉序のうち、1節に2個ちょうどの葉をつける葉序を特に対生葉序と呼び分けることも多く、葉序は普通、互生葉序、対生葉序、輪生葉序の3つに大別される。
大葉シダ植物や裸子植物、基部被子植物の葉序はほとんど互生であることから、互生葉序の節間の規則的な短縮によって対生および輪生ができたと考えられている。そして、最も高い頻度で植物界に見られる葉序は互生である。一方で、古い形質を保存していると看做される花や前出葉、化石植物などに互生の例が少ないため、逆の見解も成り立つ。

## 葉序の表現

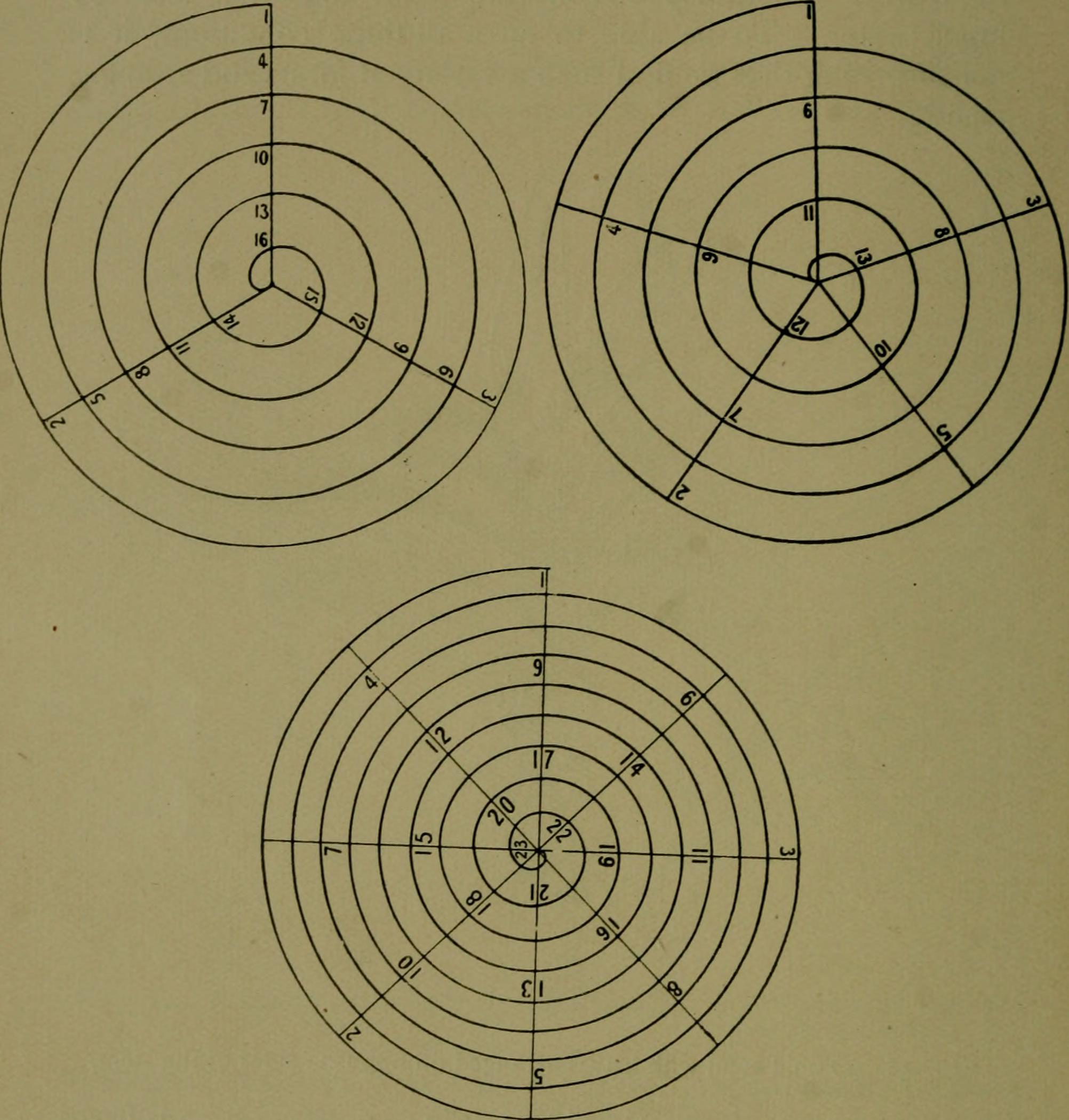
左上から、3列縦生（1/3葉序、開度120°）、3/8葉序

葉が規則的に配列していると、茎の上や芽の中の葉を見た際に同一線上に並んだ葉の列が明瞭になる。そのためこれらに着目し、葉序の形式の類別（互生と輪生）とは別に、葉の列が茎の軸に対してまっすぐな葉序を縦生（じゅうせい、superposition）、列が少し捻れる葉序を斜生（しゃせい、または螺生、spirodromy）と呼ぶ。縦生は輪生、対生、互生何れの葉序でもあり得る。その葉序に見られる直列線の総数によって二列縦生、三列縦生、多列縦生のように表現される。

### 開度
茎上につく葉の位置を茎に直角な平面に投影したとき、引き続いて発生してきた2枚の葉（第n番目と第n + 1番目の葉）が茎軸を中心としてなす角度を開度（かいど、divergence (angle)）という。通常は互生葉序に関して用いられる。節間をまたぐ2葉の開度を厳密に測定するのは困難であるため、いくつかの節間に跨る平均開度が求められる。最大値は二列互生葉序がとる180°である。
葉の着点を発生順に繋いだときに得られる螺旋を基礎螺旋（きそらせん、genetic spiral）という。基礎螺旋上の葉数を a、螺旋の回転数を b とすると、葉序は b/a + 1 で表現される。これは、同一方向につくと看做される2葉を選んでその間の節間数を分母とし、基礎螺旋の周回数を分子とする分数と言い換えられる。この開度と基礎螺旋の比をシンパー=ブラウン値と呼ぶこともある。この値に360°を掛ければ開度を表す角度となる。
開度による葉序の類別を開度法という。1/2葉序（開度180°）、1/3葉序（開度120°）、2/5葉序（開度144°）、3/8葉序（開度135°）などが挙げられる。

### 直列線
葉の着点を繋いだ線のうち、茎軸に平行な直線となるとき、その線を直列線（ちょくれつせん、または直列、orthostichy）という。縦生する器官を結ぶ線である。直列線の本数は葉序の形式によって異なり、1/2互生では2本が数えられる。

### 斜列線
螺旋葉序を構成するそれぞれの葉は左右に交叉する2組の斜めの線上に並ぶが、その線を斜列線（しゃれつせん、parastichy）または交走斜列（こうそうしゃれつ、contact parastichy, 独: Konjugationszeilen）という。斜列線の引き方には任意性があるものの、結球するシュートや八重咲の花弁、球果の鱗片などのように葉が密生する螺旋葉序の配列を表現するには便利である。
斜列線を用いた葉序の表現方法を斜列法（しゃれつほう、parastichy method）という。例えば、左右両方向の斜列の数が2本と3本であれば、小さいほうの数を先に表記し、2:3 のように表現される。これは Church (1904) 以来、多くの研究者によって利用されてきた。
一般的な螺旋葉序では両斜列の数は連続するフィボナッチ数列となり、公約数がないため単系（たんけい、unijugate system）と呼ばれる。逆に、斜列法で示すと二列互生は 1:1、十字対生は2:2、三輪生は3:3となり、他に基礎螺旋を2本以上持つ 2:4、3:6なども含めて複系（ふくけい、multijugate system）と呼ばれる。
花序は 3:5 となることが多く、概して栄養シュートより高次となる。針葉樹類で 3:5 がやや多くみられ、ドイツトウヒでは 13:21 にまでなるが、球果は母軸面では 2:3 ないし 3:5 のものが多い。

### シンパー=ブラウンの法則

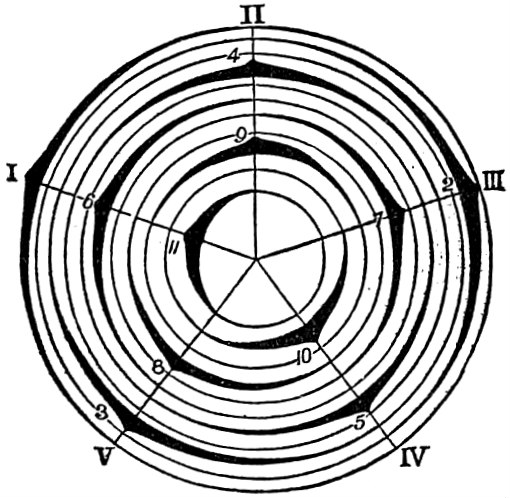
2/5葉序。

シンパー=ブラウンの法則（Schimper-Braun's law）は、螺旋葉序における開度と数列との関係である。ドイツ人植物学者であるカール・フリードリヒ・シンパーとアレクサンダー・ブラウンによって発見された。
螺旋葉序には様々な開度のものが知られているが、それらの開度と全周の比は何れも次のような数列の一つに該当する。
1/n, 1/n + 1, 2/2n + 1, 3/3n + 2, 5/5n + 3, 8/8n + 5, ...
このうち、 n = 2 であるものが一般的で、主列と呼ばれる。次の通りの級数となる。
1/2, 1/3, 2/5, 3/8, 5/13, 8/21, ...
主列はフィボナッチ数列の一つ置きの数を分子、分母とする分数となっている。フィボナッチ数列は p, q, p + q, p + 2q, 2p + 3q, 3p + 5q となる数列で、シンパー=ブラウンの数列とも呼ばれる。なお、それに対し n = 2  以外の数列を副列という。

## 互生葉序
茎の1つの節に1枚ずつ葉が付く様子を互生（ごせい、adj. alternate）といい、その葉序の形式を互生葉序（ごせいようじょ、alternate phyllotaxis）という。互生のうち、螺旋葉序および二列互生葉序が最も一般的で、栄養葉や花序、球果に広くみられる。真正双子葉植物のシュート形成は通常、対生葉序で始まり、多くの場合茎の展開とともに二列互生葉序か螺旋葉序に切り替わる。

### 螺生

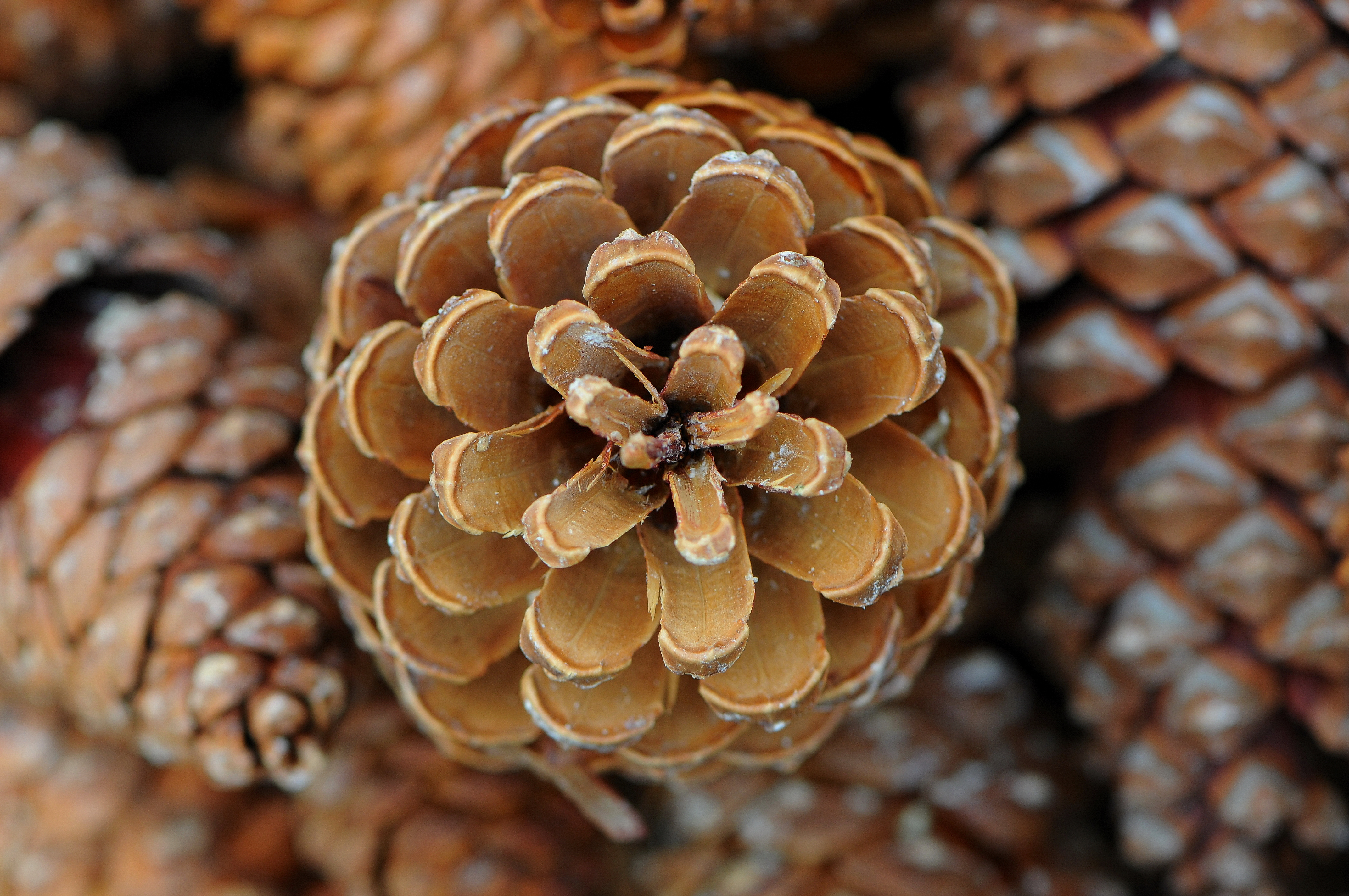
螺旋葉序を持つマツ属の球果。

開度がほぼ一定で付き、葉の着点が茎の周りに螺旋状に配列する様子を螺生（らせい、adj. spiral）といい、その葉序を螺旋葉序（らせんようじょ、spiral phyllotaxis）と呼ぶ。裸子植物や双子葉類の多くに見られ、現存する植物の葉序では最も多くの種で認められる葉序である。
螺旋葉序の開度の実際の値は円周360°を黄金分割した値、137.5077°に近似することが多く、この角度を極限開度という。

### 二列縦生

二列互生の模式図。

開度が180°(1/2)の周期で付く様子を二列生または二列縦生といい、その互生葉序を二列互生葉序（にれつごせいようじょ、distichous phyllotaxis）という。単子葉植物、特にイネ科やアヤメ科に多く見られる。イネ科はほぼすべてが二列縦生であるが、ミクライラ属 Micraira のみ螺旋葉序をとる。斜列法では 1:1と表現される。
90°、270°の周期で交互に表れる特殊な二列縦生（二列互生）をなす葉序をブナ型葉序という。ブナ（ブナ科）などに代表される。

### 偏二列縦生
偏二列縦生（偏2列縦生）は背腹性を示すものである。種子植物やシダ植物が持つ、横斜性の茎や匍匐茎に多く見られる。

### 複二列縦生

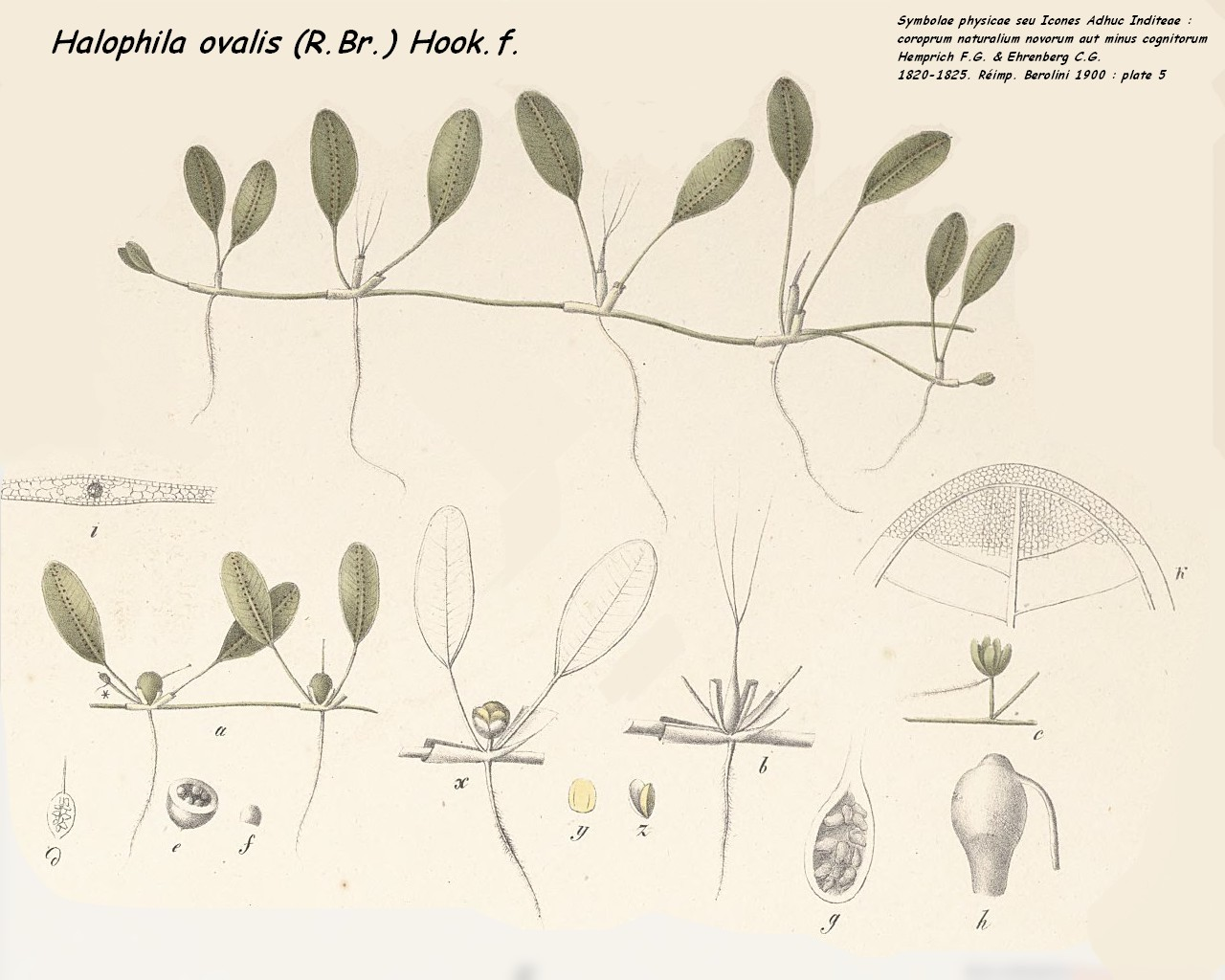
ウミヒルモ型葉序を持つ Halophila ovalis

複二列縦生（複2列縦生）はウミヒルモ型葉序と呼ばれ、ウミヒルモ属 Halophila で古くから知られ、横斜性の茎に多く見られる。

### 三列縦生
三列縦生（3列縦生）、または三列互生は開度120°で1/3葉序の縦生である。葉が三角形をなす多肉植物や、カヤツリグサ科などにみられる。カヤツリグサ科では三角形の葉を持つものの若干捻れていることが多い。

### 四列縦生

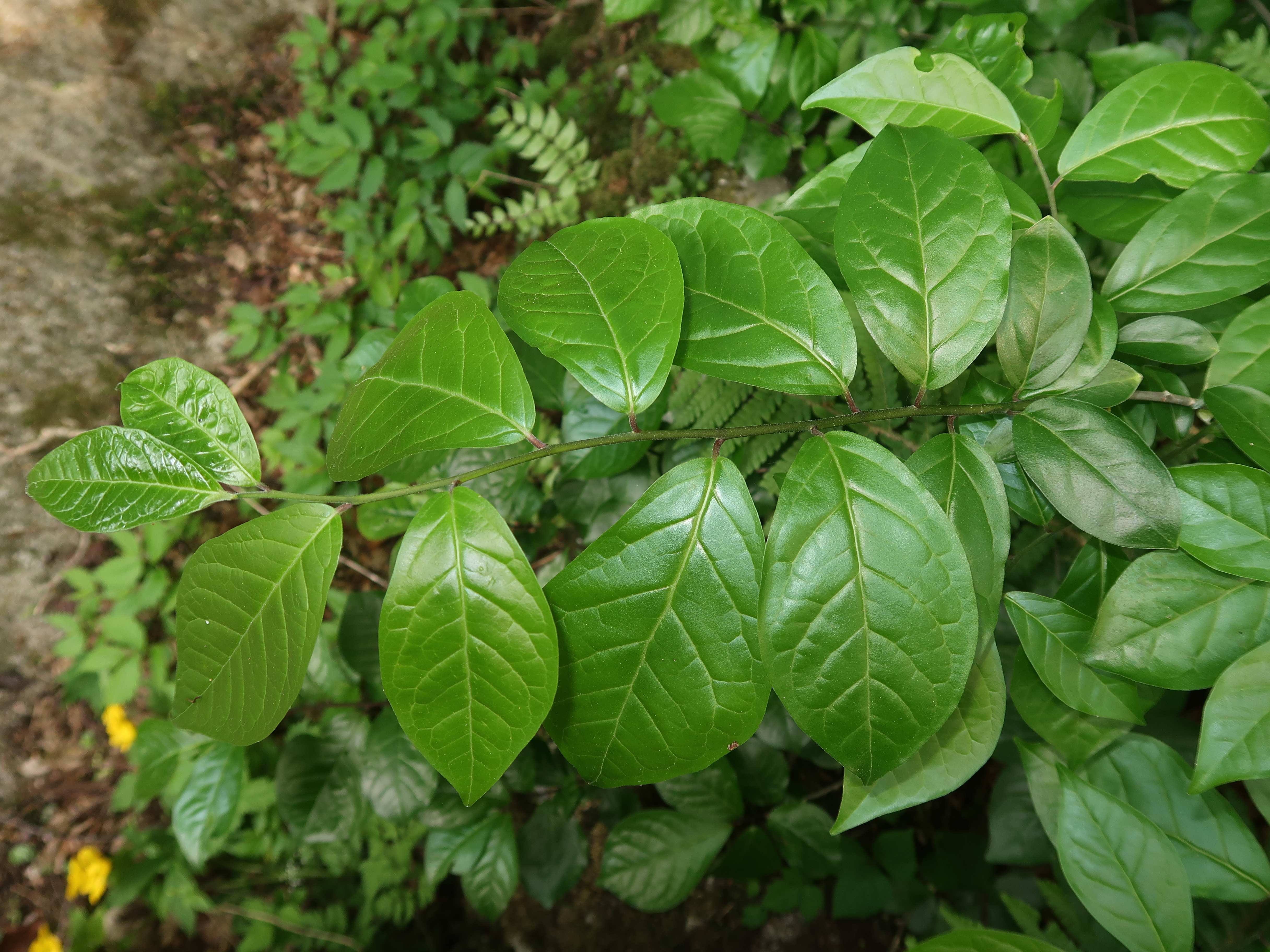
コクサギ の葉序。

四列縦生（4列縦生）をとるものののうち、開度1/4のものは Paris quadrifolia 以外知られていない。4輪生もしくは十字対生の変形したものだと考えられている。
開度が180°、90°、180°、270°という周期で繰り返され、四列縦生する互生葉序をコクサギ型葉序（こくさぎがたようじょ、orixate phyllotaxis）という。左右に葉が2枚ずつついているように見える。十字対生のそれぞれ向き合った2葉の間に上下のずれが生じてできたと考えられる。コクサギ Orixa japonica（ミカン科）やサルスベリ Lagerstroemia indica（ミソハギ科）がこの葉序をとる。

### 二列斜生
和が360°にならない、2種の開度が交互に現れる葉序は二列斜生葉序（にれつしゃせいようじょ、または二列螺旋階段型葉序、spirodistichous phyllotaxis）とよばれる。二列縦生を一様にねじった形式で、多年生の単子葉類の幼少期にふつうにみられる。

### 一列斜生

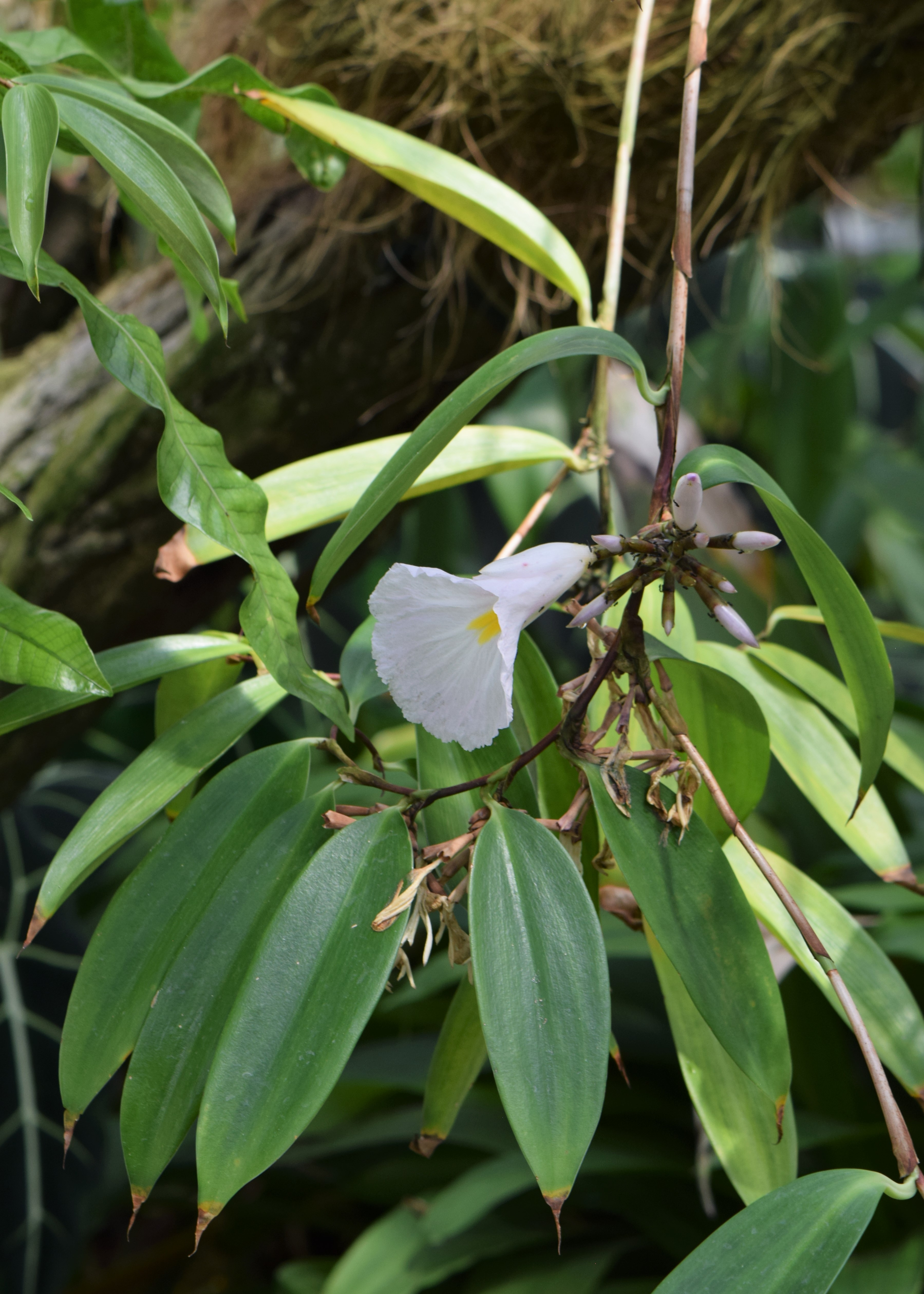
一列斜生の葉序を持つ

一列斜生は節間成長の見られない頂端付近でも、異常に小さい開度を示す。ショウガ科のオオホザキアヤメ属 Costus および Tapeinochilusにみられる稀な形式である。Costus cylindricus では、開度 47.7°±1.7°という値が記録されている。

### 輪生状
互生葉序の節間が短縮して輪生のように見えることを輪生状と表現する。なお、どの葉序に類するかに関わらず、シュートの先端にあり、極めて節間が短縮した複数の節に葉が互いに近接して束状につくとき、その状態を束生（そくせい、fascicled）という。束生する葉の全体を葉束（ようそく、leaf fascicle）という。
ウメガサソウやオオウメガサソウは輪生状の互生葉序をもつ。クロユリやクルマユリの葉は、茎の中部では数枚が輪生状となり、上部では少数が疎らに互生する。ソテツの葉は幹の先に互生上に輪生する。イチョウ、カラマツ、マツ属、メギ属、アケビ属、アオハダは互生葉序を持ち、葉は短枝に束生する。

### 偽対生
節間長が非常に短縮することで茎に2葉ずつ着生しているように見えるものを偽対生という。ヒルムシロ属がこれに当たり、Groenlandia densa (syn. Potamogeton densus) では肉眼ではほぼ対生に見えるが、茎頂付近では葉原基が互生し、1節おきに著しい節間成長をすることで偽対生となる。これはジベレリン処理をして徒長させても偽対生葉間の節間は伸びることがない。

## 対生葉序
茎の1つの節に2枚ずつ葉が付く様子を対生（たいせい、adj. opposite）といい、その葉序の形式を対生葉序（たいせいようじょ、oppodite phyllotavis）という。真正双子葉類以外の対生葉序は小葉植物のイワヒバ属やヒカゲノカズラ科の一部で見られるほか、裸子植物ではヒノキ科、単子葉植物のヤマノイモやビャクブにみられ、少ない。真正双子葉類では、子葉や前出葉といったシュートで初めて形成される葉は対生であることが多い。

### 十字対生

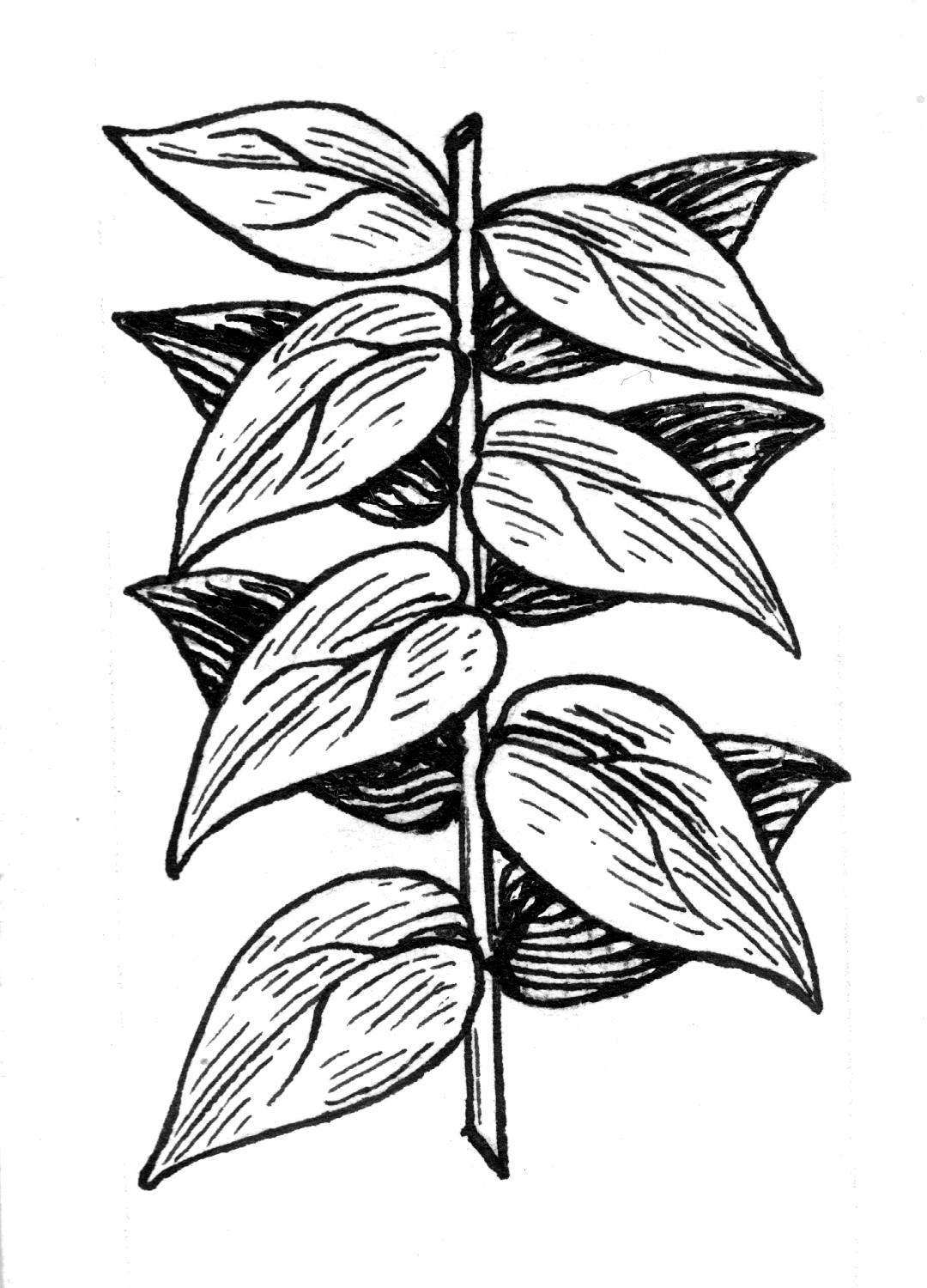
十字対生

同じ節の2葉が180°ずつ開き、それらが隣り合う節ごとに互いに直交するとき、十字対生（じゅうじたいせい、decussate）といい、そのような葉序を十字対生葉序（じゅうじたいせいようじょ、decussate phyllotaxis）という。直列線が等間隔に4本あり、上から見ると十字型に葉が付く。対生葉序のほとんどは十字対生である。真正双子葉類における科の特徴となっていることもあり、ナデシコ科、クサアジサイ属を除くアジサイ科、ムクロジ科カエデ連（旧カエデ科）、リンドウ科、ゴマノハグサ科、シソ科、スイカズラ科、アカネ科等が挙げられる。ツルアリドオシでは地表を這い、葉は平面状に並ぶが、直列線が4本ある十字対生である。

### 二列対生
前節の葉の真上に全く重なって配列する対生を二列対生（にれつたいせい、distichous opposite）という。直列線が2本のみとなる。ヒノキバヤドリギ等にみられ、数が少ない。ヒノキバヤドリギは扁茎を持ち、葉は極めて小型になって退化しているが、扁茎の頂端付近ではその両辺縁に相当する方向に葉原基が対生する小突起として現れる。前出葉とその次の節の葉との間などに知られ、ショウベンノキの腋芽等に見られる。

### 複二列対生
直列線が4本あるが、等間隔でない対生を、複二列対生（複2列対生、ふくにれつたいせい、bijugate）という。コニシキソウ Euphorbia maculata 等にみられる。

### 複系二列対生
直列線が6本以上ある対生を複系二列対生（複系2列対生、ふくけいにれつたいせい、spiral deccusate）という。カヤなどにみられる。
節ごとに一定の角度で回りながら配列するとき、対生における螺旋階段型葉序（らせんかいだんがたようじょ、spiroscalate phyllotaxis）と呼ばれる。
カヤやイヌガヤの普通葉では対生葉が30°–60°の開度で進み、2列の斜生螺旋階段型となっている。ケヤキやブナの前出葉とその次節の鱗片葉などにもみられる。なお、イヌガヤの主軸では複系二列斜生のものや複系三列斜生のもの、1個の基本螺旋を持つ単系のものがあり、単系のものでも交走斜列 2:3、3:5、2:5 のようなバリエーションが知られている。

### 偽輪生

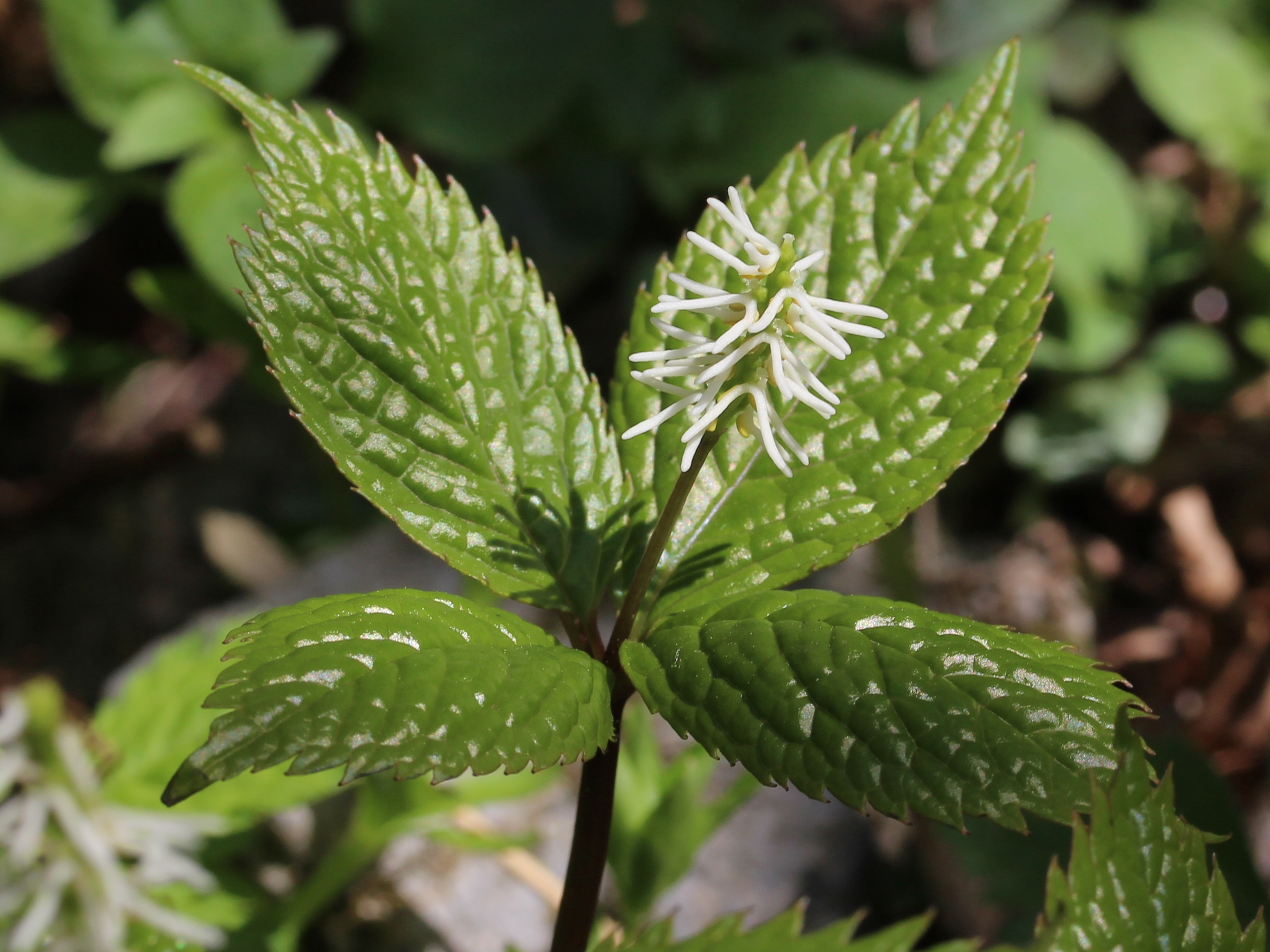
ヒトリシズカ。2対の十字対生が短縮して偽輪生となる。

対生する上下の葉の節間が短縮して、輪生のようにみえることを偽輪生（ぎりんせい、false verticillate）という。ヒトリシズカなどにみられる。

## 輪生葉序

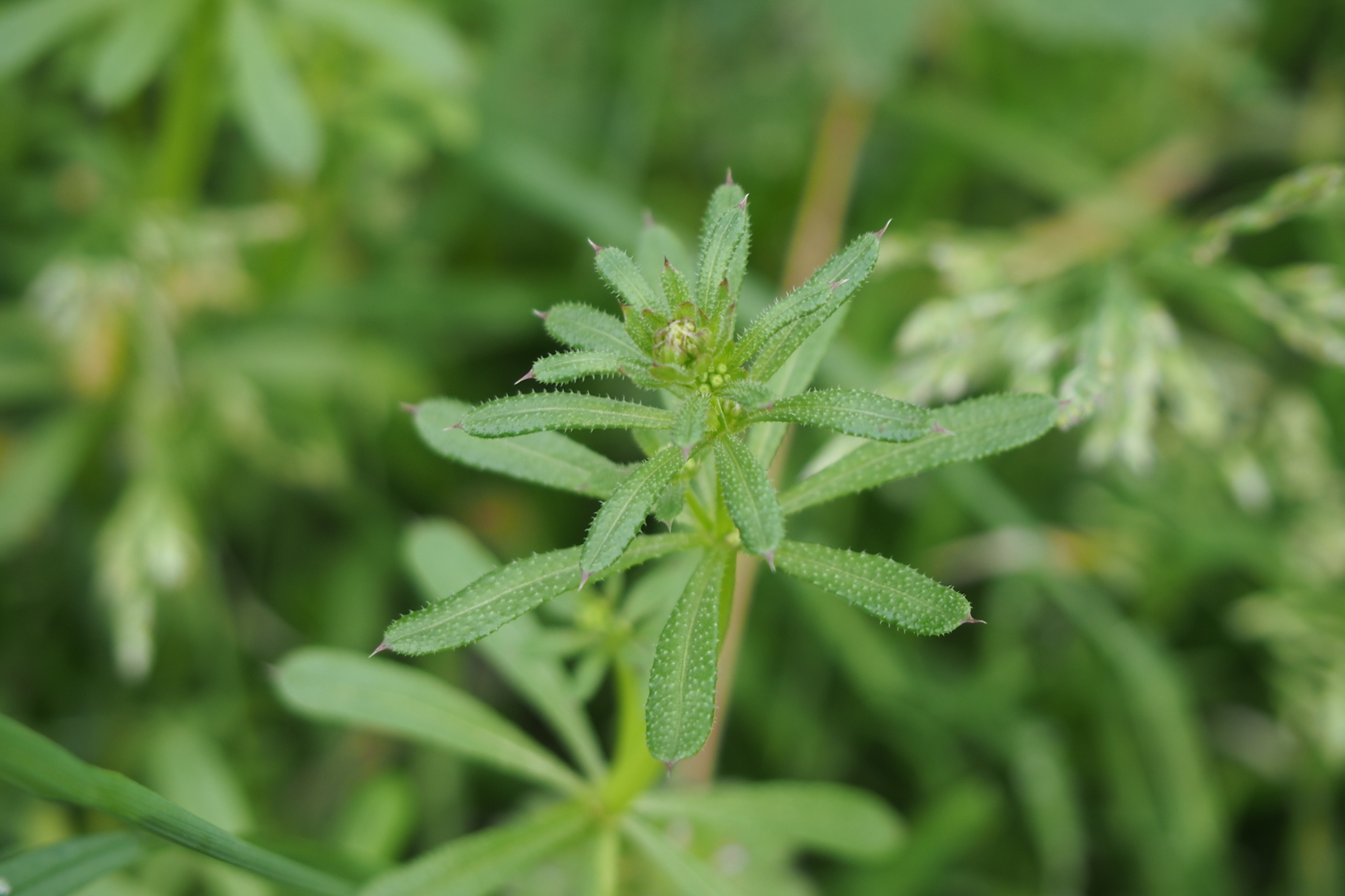
輪生するヤエムグラ

茎の1節に2個以上の葉が付く様子を輪生（りんせい、verticillate, whorled）といい、その葉序を輪生葉序（りんせいようじょ、verticillate phyllotaxis）という。輪生のうち、葉が2個付く場合は対生、3個付く場合を3輪生（さんりんせい、ternate）、4個付く場合を4輪生（よんりんせい、quaternate）、5個付く場合を5輪生（ごりんせい、quinate）という。大葉シダ植物ではトクサやスギナなどのトクサ科で輪生葉を持つ。
普通、下の節の葉のつく位置のちょうど中点の列に上の節の葉がつくため、直列線は各節につく葉の枚数の2倍となる。
対生を含む輪生葉序で、1節につく葉の間に異形葉性がある場合、不等葉性（ふとうようせい、anisophylly）と呼ばれる。ウワバミソウは不等葉性を持つ対生で、クサギも大きさの異なる2枚の葉が対になる十字対生である。

## 小葉植物の葉序
小葉植物においては、螺旋葉序がシンパー=ブラウンの法則に従わないことも多い。Loiseau (1969) はコスギランやヒカゲノカズラの葉序で 4:5、6:7 などを確認しているほか、5:7:12 という副系のものも報告している。Nougarède & Loiseau (1963) はコスギランで斜列 6:6 の例も示している。ドレパノフィクス科に属する化石小葉植物アステロキシロン Asteroxylon の化石からも、斜列線は n : (n + 1)で、シンパー=ブラウンの法則に従わない葉序であったことが確認されている。これらのことから、小葉植物では螺旋葉序がまだ確立されていないと解釈されている。
また、ヒカゲノカズラ科やイワヒバ科の匍匐茎では外観上、葉の形態に背腹性がみられることがあるが、葉序に明白な背腹性は認識されていない。

## 葉序形式の移行
葉序は栄養シュートにおける普通葉の配列だけでなく、花葉にも適用される。1個体であっても普通葉と花葉、低出葉や高出葉などで葉序が異なることはごく一般的である。Leppik (1961) は胞子葉の配列に対しては anthotaxis、苞や萼片、花弁の配列に対しては semataxis という語を与えて呼び分けたが、その必要はないため、普通は花葉や球果に対しても葉序として扱う。
シュートの成長につれて対生からコクサギ型葉序、螺旋葉序などの互生葉序へ移り変わることが多く、その遷移の時期や様式は多様である。また茎端に花葉が生じるときは逆に互生から対生にかわることもある。オオイヌノフグリは茎の基部は対生であるが、それ以降は互生となる。ムクノキの実生の第1節は対生であるが、次の葉からは互生となる。ブタクサにおいても、成長の途中までは対生で、のちに互生となる。オカトラノオの通常の茎は互生であるが、切られて再生した茎では対生となる。ヤマノイモでは蔓の下部は互生、上部では対生に変化する。ゲンノショウコは、ロゼット葉は互生するが、伸びたシュートでは対生となる。輪生葉序のムジナモやクロモ、モクマオウにおいても、ごく稀に螺旋葉序となることがある。
斜列数も成長過程で変化し、リョウブでは栄養シュート頂では交走斜列 2:3 であるが、生殖シュート頂付近では普通葉の代わりに小型の苞を生じ、 5:8 となる。キンミズヒキの栄養シュートでは 1:2:3 の斜列が目立つが、花序では 2:3:5、3:5:8、5:8:13 の斜列が見られ、末端では再び 1:2:3 に戻る。タコノキは開度10°以内の三列斜生であるが、三列斜生から二列斜生となった例も知られている。
輪生葉序と対生葉序は共存することが多い。ハナゾノツクバネウツギでは、対生が多いが3輪生や4輪生する枝も交じる。コメバツガザクラにおいても対生と3輪生がみられる。

## 葉序の形成原理
葉序を生み出す要因は種に特有な葉序を生み出す内的要因など多くの要因に依存するが、そのうちの一つが、シュート頂分裂組織の表層第1層（L1）におけるオーキシン極性輸送であり、葉原基の開始パターンと直接関係している。また、分裂組織のサイズや形の変化につながる環境要因、突然変異なども葉序に影響を与える。そのため、位置依存的な機構が葉序に重要な役割を果たしている。葉の形成開始部位はオーキシンの蓄積領域と一致している。
葉序を形成する究極要因は、光合成のために陰をなるべく作らないようにすることであると説明される。螺旋葉序がフィボナッチ数列に則って葉を配置させるのは理論的に最も効率よい付き方であるとされる。ただし、陰のできやすいロゼット葉においてすら、はたしてフィボナッチ数列が効率良いのか、議論の余地がある。この他に、葉序のエントロピーを最小化するという説や、葉序の転移にかかるコストを常に最小化することで、環境に適応する余地を残しているという説が提唱されている。